# Eugène Piffaretti
Pour les articles homonymes, voir Piffaretti.
Eugène Piffaretti, né le 30 juillet 1859 à La Villette et mort le 17 octobre 1914 à Paris 17e, est un organiste, professeur de musique et chef de chant français.

## Biographie
Originaire de l’Artois, Piffaretti étudie la composition avec Ernest Guiraud, en compagnie de Mel Bonis et Gabriel Pierné.
En 1876, il obtient un deuxième accessit en harmonie et accompagnement, dans la classe d’Émile Durand. En 1877, il obtient le deuxième prix un d’harmonie et accompagnement, dans la classe des hommes. En 1878, il obtient le Premier prix un d’harmonie et accompagnement, dans la classe des hommes.
Il est chef de chant à l'Opéra-Comique à partir de 1885. Il est aussi professeur de solfège de la classe de chant du Conservatoire national supérieur de musique et de danse de Paris.
Il était également organiste du grand orgue de l’église Saint-Roch.
Il permet notamment la création de l'opéra Le Rêve d'Alfred Bruneau,.

## Hommages
- Auguste Bazille lui a dédié sa Marche turque[11].

## Sources
- Étienne Jardin (d) , Mel Bonis (1858-1937) : parcours d'une compositrice de la Belle Époque, Arles, Actes Sud, 2020, 473 p., 24 cm (ISBN 978-2-330-13313-9 et 2-330-13313-8, OCLC 1153996478, lire en ligne).